# Poeloe Brayan

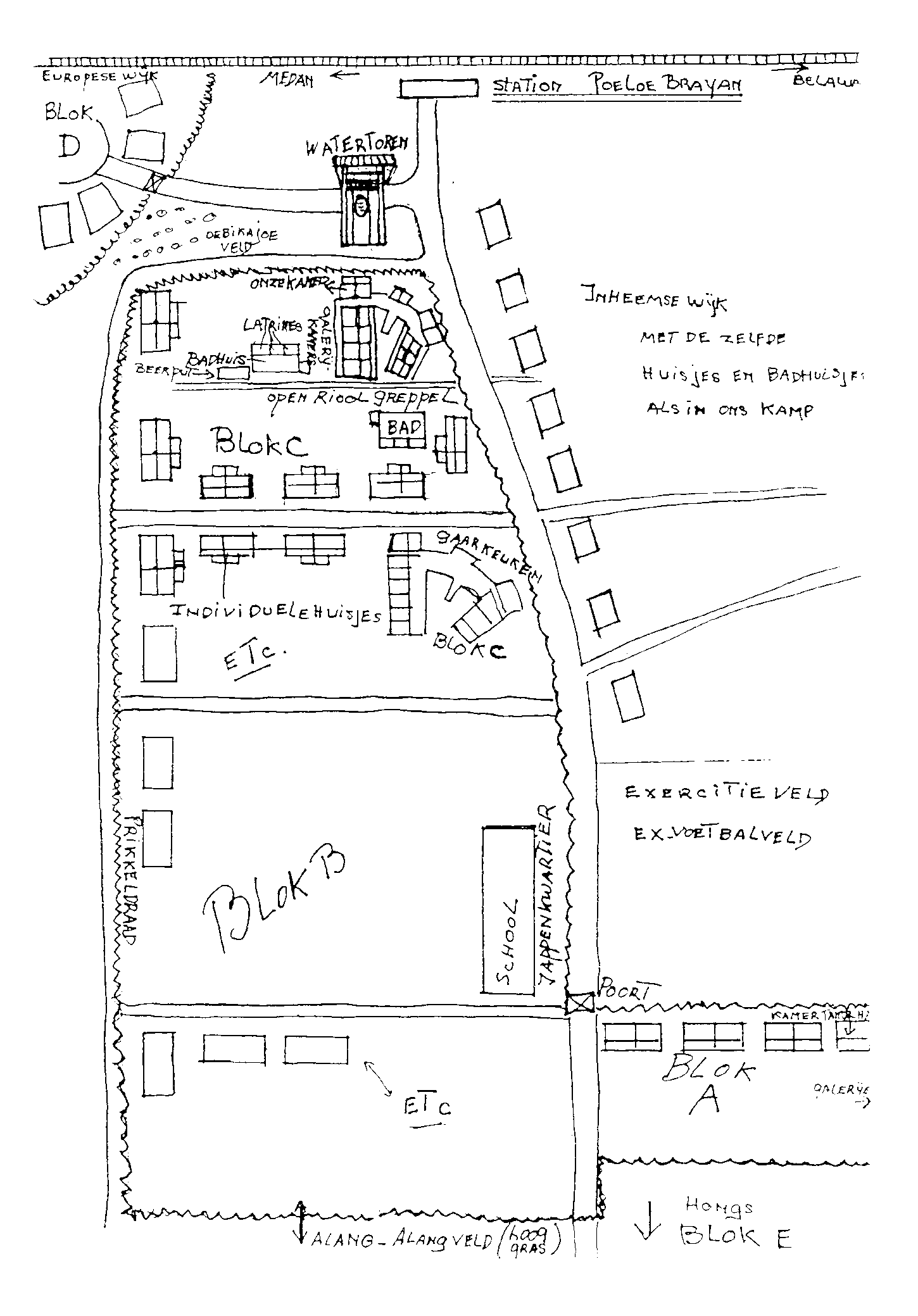
Plattegrond van kamp Poeloe Brayan, getekend door Yvonne Buffart

Poeloe Brayan is een Japans interneringskamp op ongeveer 6 km van Medan op Noord-Sumatra. Het lag naast een spoorweg emplacement van de Deli Spoorweg Maatschappij en bestond uit een aantal wijken met kleine stenen huisjes en een aantal grotere stenen huizen. Het kamp is ook bekend onder de naam "Pulauberajan" en is in 1918 gebouwd.
De wijken van Poeloe Brayan die als interneringskamp in gebruik waren zijn bekend als kamp A, B, C, D en E.

## Poeloe Brayan A, B, C
Deze kampen zijn vanaf 12-04-1942 tot en met 20-06-45 in gebruik geweest en er zijn ongeveer 1400 vrouwen en kinderen uit Medan en omgeving in geïnterneerd. Er zijn 29 mensen gestorven. Deze kampen bestonden uit kleine stenen huisjes die oorspronkelijk voor koelies waren gebouwd.

## Poeloe Brayan D
Dit kamp is vanaf 29-05-1942 tot en met juli 1945 in gebruik geweest en er zijn ongeveer 530 vrouwen en kinderen uit Medan en omgeving in geïnterneerd. 10 mensen zijn gestorven. Dit kamp bestond uit grote huizen waar oorspronkelijk het Europese personeel van de DSM woonde.

## Poeloe Brayan E
In 1943
is dit blok er bij gebouwd en er zijn ongeveer 1400 vrouwen en kinderen uit Medan en omgeving en uit het Tebingtinggi kamp in geïnterneerd. 15 mensen zijn gestorven. Dit kamp bestond uit 4 houten hongs met atapbedekking en muren van gevlochten bamboe. In dit kamp waren petroleumlampen, en er was altijd verlichting, maar de behuizing was niet tegen regen bestand en al gauw was kamp E onbewoonbaar. Het kamp had leidingwater, maar er was nergens riolering, dus na een tropische regenbui stond een groot deel van het kamp onder water.

## Eten
Het eten was redelijk in het begin, maar er kwam steeds minder. Vlees was er op den duur nauwelijks, soms werden er mosselen of gezouten vis klaar gemaakt. De standaardportie voor volwassenen was 350 gram rijst en 150 gram maïs per persoon. Kinderen onder de 10 jaar kregen de helft. Ook die hoeveelheid werd steeds minder, en vanaf 1944 werd het vaak vervangen door cassavemeel. Palmolie werd gebruikt om te bakken, ander vet was er niet. Er werd centraal gekookt, maar ook individueel, omdat het centrale eten nooit voldoende was.
Van het maandelijkse zakgeld (15 cent per dag, kinderen 7 ½ cent) werd het allernoodzakelijkste gekocht voor het hele kamp, vooral wat extra melk en gezouten vis voor de zieken. Ook kon men extra geld verdienen door voor de Japanners te werken. Werk bestond uit naaien, touwdraaien, boombasten uitpluizen, sterren stikken of het het maken van 'Tjawats' (schaamlappen) voor de Japanners. Smokkelen werd zwaar bestraft, maar soms werden toch kleren voor etenswaren geruild.

## Hygiëne
Water
De watertoren in Poeloe Brayan bevatte schoon drinkwater en er waren badhuisjes met kranen waaruit schoon water kon worden getapt.
Medische verzorging
Er waren dokters en verpleegsters in het kamp en zij deden wat ze konden, maar medicijnen waren er nauwelijks. Tegen het einde van de oorlog was er geen kinine meer. Toch is er nooit een dysenterie-epidemie uitgebroken. Tijdens de gehele kampperiode stierven 28 geïnterneerden.

## Arbeid
Er werden corveeën uitgedeeld:
- Keukencorvee bestond uit houthakken, koken en schrobben
- Sjouwen naar het station: rijst, groente, palmolie en klappers (= kokosnoten)
- Doodskisten maken en doden begraven

## Straffen
Als men straf kreeg, werd er geschopt of geslagen, meestal met stokken, vooral als iemand betrapt werd op smokkelen of het versturen van brieven. Deze straffen werden uitgevoerd door groepjes Japanners, nooit door een enkeling. Ook werden extra corveeën uitgedeeld en moest men vaak een paar uren tjangkollen (=grond bewerken).

## Anno nu
In 2011 was Poeloe Brayan nog grotendeels bewaard gebleven. Het stratenplan is goed herkenbaar en de watertoren 3° 38' 1" NB, 98° 40' 26" OL staat er nog en vormt een goed oriëntatiepunt. De eenvoudige huisjes worden nu bewoond door arme mensen en zijn natuurlijk soms wel aangepast, maar de oude dakpannen liggen er bijvoorbeeld nog op. Bij sommige huisjes staat op de muur zelfs nog het oude nummer geschilderd.